# Arari (gemeente)
Arari is een gemeente in de Braziliaanse deelstaat Maranhão. De gemeente telt 28.787 inwoners (schatting 2009).

## Geboren
- Zeca Baleiro (1966), zanger